# Макарова, Мария Владимировна
Мария Владимировна Макарова (6 сентября 1977, Краснодар) — российская певица, поэтесса, композитор, организатор и вокалистка рок-группы «Маша и медведи».

## Биография
Окончила факультет журналистики Кубанского государственного университета.
Макарова начинала музыкальную деятельность в Краснодаре, где работала диджеем на радиостанции. В середине 1990-х начала выступать в группах Краснодара «Макар Дубай» и «Дрынк». В 1996 году певица передала демозапись своих песен гастролировавшему в Краснодаре солисту группы «Мегаполис» Олегу Нестерову. Уже в 1997 году она подписала контракт с Олегом Нестеровым, который стал её продюсером. В этом же году Макарова собрала музыкантов и создала группу «Маша и медведи», переехала в Москву.
C 1997 по 2000 годы Маша Макарова выступала в составе группы, которая распалась в 2000 году. Это произошло за 10 дней до фестиваля «Максидром». По мнению Олега Нестерова, певице не хватило по молодости лет сил жить жизнью рок-звезды.
В 1999 году Маша Макарова с Олегом Нестеровым записали песню «Где цветы?», сняв также одноимённый клип. Песня является переводом песни «Where Have All the Flowers Gone», которая, в свою очередь, восходит к народной песне из романа «Тихий Дон». На немецком песню исполняла Марлен Дитрих, а на французском — Далида.
В конце 2004 года музыканты вновь собрались и выступают по сей день. Это произошло, когда Макарова была беременна близнецами. Новым продюсером группы стал Эрик Чантурия. Как утверждает пресса, Чантурия стал продюсером группы по рекомендации Земфиры. Как считает певица, переосмыслить произошедшее в жизни до того и идти дальше ей помогло православие.
В 2008 году Маша Макарова экспериментировала с электронной музыкой в рамках проекта Ya Maha. Проект делался в содружестве с Виктором Бурко и Сергеем Минько, которые делают ремиксы на песни группы «Маша и Медведи». Однако дальше одной песни дело не пошло: Макарова поняла, что без «медведей» выступать ей неинтересно.
Также в 2008 году Маша Макарова участвовала в записи песни «Снегурочка» альбома «Stereotest» группы =БоБРы=.
В 2010 году вышел альбом группы «Мегаполис» «Супертанго», в записи которого (в песне «Ангел») приняла участие Макарова.
21 декабря 2012 года группа выпустила первую часть альбома «Конец». Альбом выпускается в четыре релиза по четыре трека каждый. Презентация каждой из них приурочена к четырём ключевым датам года, издавна считавшимся священными. Первая часть вышла в день зимнего солнцестояния, вторая — в день весеннего равноденствия (21 марта 2013 года), третья — в день летнего солнцестояния (21 июня 2013 года), четвёртая часть — в день осеннего равноденствия (21 сентября 2013 года).
В 2017 году снялась в клипе «Моя любимая нога» на песню из благотворительного мультсериала «Летающие звери». Также в клипе снялись Евгений Фёдоров и Светлана Бень.

### Семья
- Бабушка — Галина Васильевна Макарова.
- Мать — Вера Михайловна Макарова.
- Отец — Владимир Валерьевич Макаров.
- Брат — Михаил Владимирович Макаров.
- Брат — Даниил Владимирович Макаров.

Братья Маши Макаровой являются близнецами.

### Личная жизнь
- Первый муж — краснодарский художник Андрей Репешко.
- Отец детей Маши Макаровой пожелал остаться неизвестным широкой публике[17]. Тем не менее известно, что его зовут Александр[16].
- 7 января 2005 года певица родила в Москве дочерей-близнецов, которых назвала Роза и Мира.
- 20 ноября 2010 года Макарова родила сына во втором браке; сына назвали Дамир (но окрестили Николаем, позже ему официально поменяли имя на Николай). И первые, и вторые роды проходили в собственной квартире певицы[18][19][20].

## Общественная позиция
В 2022 году поддержала нападение России на Украину. Национальное агентство по предотвращению коррупции Украины выступило с инициативой о введении против Макаровой международных санкций, так как она «поддержала военное вторжение России в Украину в публичных заявлениях, социальных сетях». «У нас самый терпеливый, мудрый, сильный, честный и добрый президент», — заявила Макарова.